# 登米コミュニティエフエム
株式会社登米コミュニティエフエム（とめコミュニティエフエム）は、宮城県登米市の一部地域を放送区域として超短波放送（FM放送）を営む特定地上基幹放送事業者である。H@!FM（はっとエフエム）の愛称でコミュニティ放送を行っている。

## 概要
愛称のH@!FM（はっとエフエム）は、登米地方の郷土料理「はっと」などから命名された。
放送エリアは、登米市。
沿革
- 2008年（平成20年）9月12日 - 株式会社登米コミュニティエフエム設立
- 2009年（平成21年）7月22日 - スタッフブログ開始
- 2010年（平成22年）
  - 2月23日 - 放送局（現特定地上基幹放送局）の予備免許取得
  - 4月2日 - 放送局の免許取得
  - 4月4日（日曜） - 12:00 本放送開始[4]
- 2016年（平成28年）
  - 3月14日 - 登米市が受信障害対策中継放送の制度による東和・津山ギャップフィラー中継局の予備免許取得
  - 3月31日 - 登米市が津山ギャップフィラー中継局の免許取得
  - 8月22日 - 新田・登米中継局の予備免許取得
  - 9月9日 - 登米市が東和ギャップフィラー中継局の免許を取得
  - 9月15日 - 登米市が石越・豊里ギャップフィラー中継局の予備免許取得
  - 10月31日 - 新田・登米中継局の免許取得および登米市が石越・豊里ギャップフィラー中継局の免許取得[5]
  - 11月30日 - 登米市は新田・登米中継局をギャップフィラー中継局として免許取得[6]
- 2021年（令和3年）
  - 2月8日 - 迫町佐沼字西佐沼20から迫町佐沼字錦1-2に本社・演奏所を移転。
- 2023年（令和5年）
  - 11月30日　- 開局時から放送してきたJ-WAVEの番組の同時放送を終了。

## 番組
- 夜すがらおやすみ音楽堂（毎日　23:00 - 4:00）
- Wake TOME Up！（月曜 - 金曜 4:00 - 6:00、土曜・日曜 4:00 ‒ 6:00）
- Turn Table 33 （月曜 - 金曜 6:00 - 6:50、［再］14:00 - 14:50）
- 登米うたがたり（月曜 - 金曜 6:50 - 7:00、［再］14:50 ‒ 15:00）
- あさハピ!（月曜 - 金曜 7:00 - 9:30）
- しゃべらいんラジオ（月曜 - 金曜 10:00 - 14:00）
- H@! STATION（月曜 - 木曜 16:00 - 19:00）
- H@! フルFRIDAI（金曜 16:00 - 19:00）
- Listen TO ME!（月曜 - 金曜 19:00 - 20:00、［再］15:00 ‒ 16:00、日曜 13:00 - 17:00）※日曜は、※月～木曜日の放送分を再放送。
- ラジオ森波（金曜 19:00 - 20:00、［再］16:00 - 17:00）
- 月替わりミュージックセレクション（土曜・日曜 6:00 - 8:00、土曜 17:00 ‒ 23:00、日曜 19:00 ‒ 23:00）
- H@PPY SATURDAY MORNING（土曜 8:00 ‒ 10:00）
  - 武川健太の旅するラジオ（第1土曜 10:00 ‒ 10:30）
  - ラジオで民謡ご一緒に（第2土曜 10:00 - 10:30）
  - 寒椿のNEONSCAPE（第3土曜 10:00 - 10:30）
  - 藤原彩代の彩り農村（第4土曜 10:00 - 10:30）
- Saturday Nova!（土曜 10:30 ‒ 13:00）
  - とめくら。- CLASSICAL MUSIC TOME -（第2・3・4週土曜 13:30 ‒ 15:00）
  - ミニくら。（第1土曜 13:30 - 14:00）
  - MUSIC SALAD（第1土曜 14:00 - 14:15）
  - 日本の防衛 Q&A（第1土曜 14:45 - 14:55）
- H@PPY SUNDAY MORNING（日曜 9:00 - 10:30）
- AORADIO（日曜 11:00 - 13:00）
- TOME ライブラリーセレクション（日曜 17:00 ‒ 19:00）